# Aspach-le-Bas
Aspach-le-Bas (deutsch Niederaspach, elsässisch Nìderàschbàch) ist eine französische Gemeinde mit 1.273 Einwohnern (Stand 1. Januar 2022) im Département Haut-Rhin in der Region Grand Est. Sie gehört zum Arrondissement Thann-Guebwiller und zum Gemeindeverband Thann-Cernay.

## Geografie
Die Gemeinde Aspach-le-Bas in der Metropolregion (Aire urbaine) Mülhausen liegt etwa 15 Kilometer westlich des Stadtkerns von Mülhausen am Fuß der Vogesen.
Das acht Quadratkilometer große Gemeindegebiet erstreckt sich von den Teichen am Stadtrand von Cernay über das mittlere Tal des Doller-Nebenflusses Baerenbach bis zum Michelbach und dem 80 Hektar großen Michelbach-Stausee (Barrage de Michelbach), dessen Ostende einschließlich Damm zu Aspach-le-Bas gehört.
Etwa 15 Prozent des Gemeindeareals sind bewaldet (Kreuzwald und Bruecklenwald im Süden sowie Moenchenwald im Nordosten), der weitaus größte Teil besteht aus Ackerflächen. Der höchste Punkt der Gemeinde wird im Südwesten nahe dem Michelbachweiher mit 340 Metern über dem Meer erreicht. Im Norden der Gemeinde erinnern zum Teil geflutete Bodenmulden an ehemalige Kiesgruben.
Am Michelbachweiher hat die Gemeinde einen Anteil am 1997 gegründeten, 121 Hektar umfassenden Réserve naturelle régionale du Plan d'eau de Michelbach, einem der 13 Naturreservate im Elsass.
Nachbargemeinden von Aspach-le-Bas sind Cernay im Norden, Schweighouse-Thann im Osten, Burnhaupt-le-Haut im Süden, Guewenheim im Südwesten, Michelbach im Westen sowie Aspach-le-Haut im Nordwesten.

## Geschichte
1105 erstmals als Aspa erwähnt, taucht 1302 Niederaspach zusammen mit Oberaspach und dem heute verschwundenen Weiler Erbenheim als Aspach inferior auf. 1324 ging das Dorf von den Grafen von Pfirt in den Besitz der Habsburger über und unterstand der Jurisdiktion der nordwestlich liegenden Stadt Thann. Aus dem Jahr 1398 sind Rentenzahlungen Leopolds IV. an Vasallen in Niederaspach überliefert.
Im 18. Jahrhundert bestand in Aspach-le-Bas eine Ausspanne an der Poststraße von Straßburg nach Lyon. Die Ausspanne wurde im Ersten Weltkrieg zerstört.
Von 1871 bis zum Ende des Ersten Weltkrieges gehörte Niederaspach als Teil des Reichslandes Elsaß-Lothringen zum Deutschen Reich und war dem Kreis Thann im Bezirk Oberelsaß zugeordnet.

### Bevölkerungsentwicklung
Seit den 1960er-Jahren hat sich die Einwohnerzahl von Aspach-le-Bas mehr als verdoppelt, was auf den Zuzug aus der nahen Großstadt Mülhausen und die optimale Verkehrsanbindung zurückzuführen ist.
| Jahr      | 1910 | 1962 | 1968 | 1975 | 1982 | 1990 | 1999 | 2007 | 2020 |
| Einwohner | 526  | 509  | 518  | 655  | 746  | 869  | 1080 | 1307 | 1302 |

Im Jahr 2009 wurde mit 1343 Bewohnern die bisher höchste Einwohnerzahl ermittelt. Die Zahlen basieren auf den Daten von INSEE.

## Sehenswürdigkeiten
- Kirche St. Peter (Saint-Pierre) in neoklassizistischem Stil

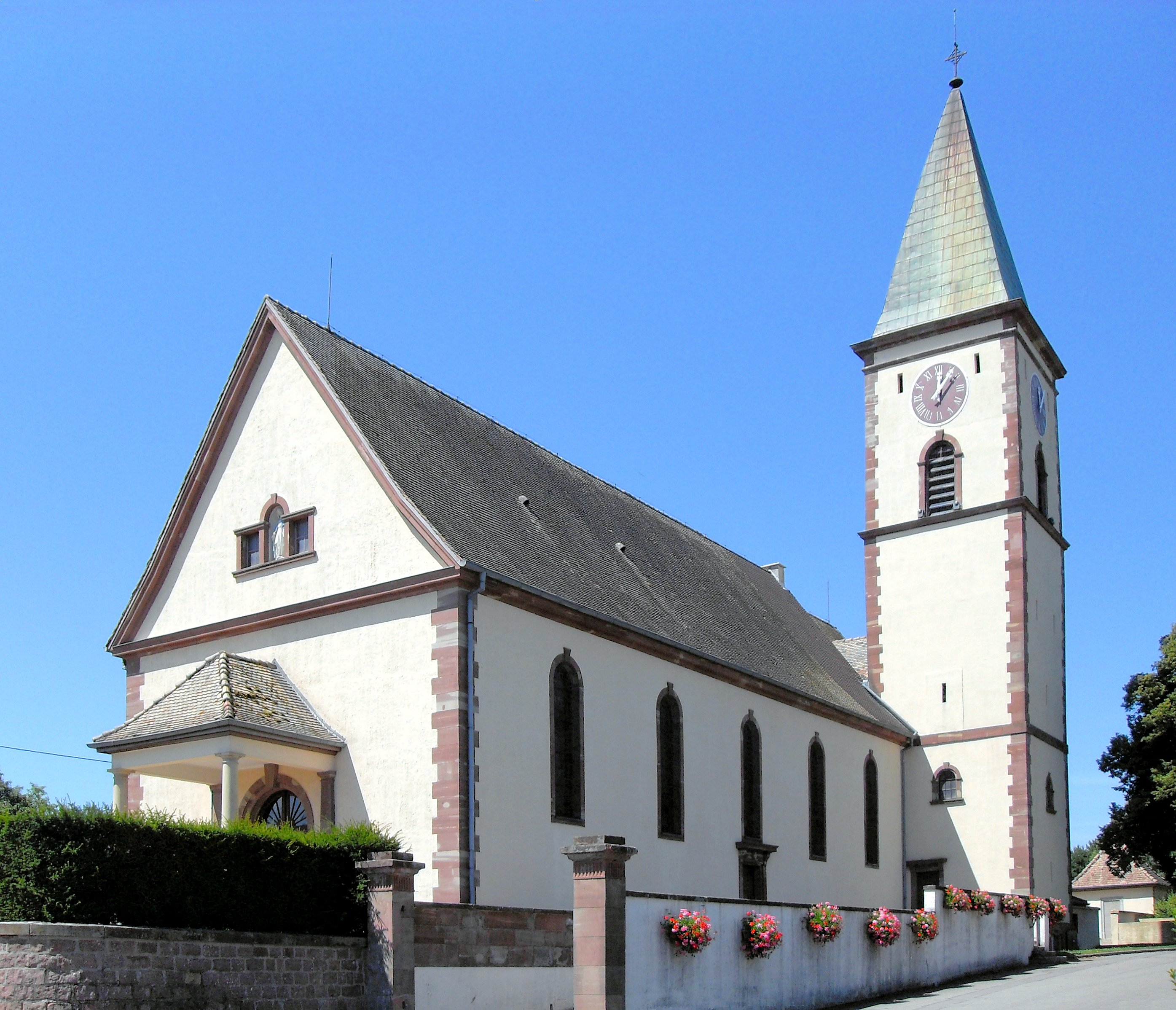
Kirche St. Peter
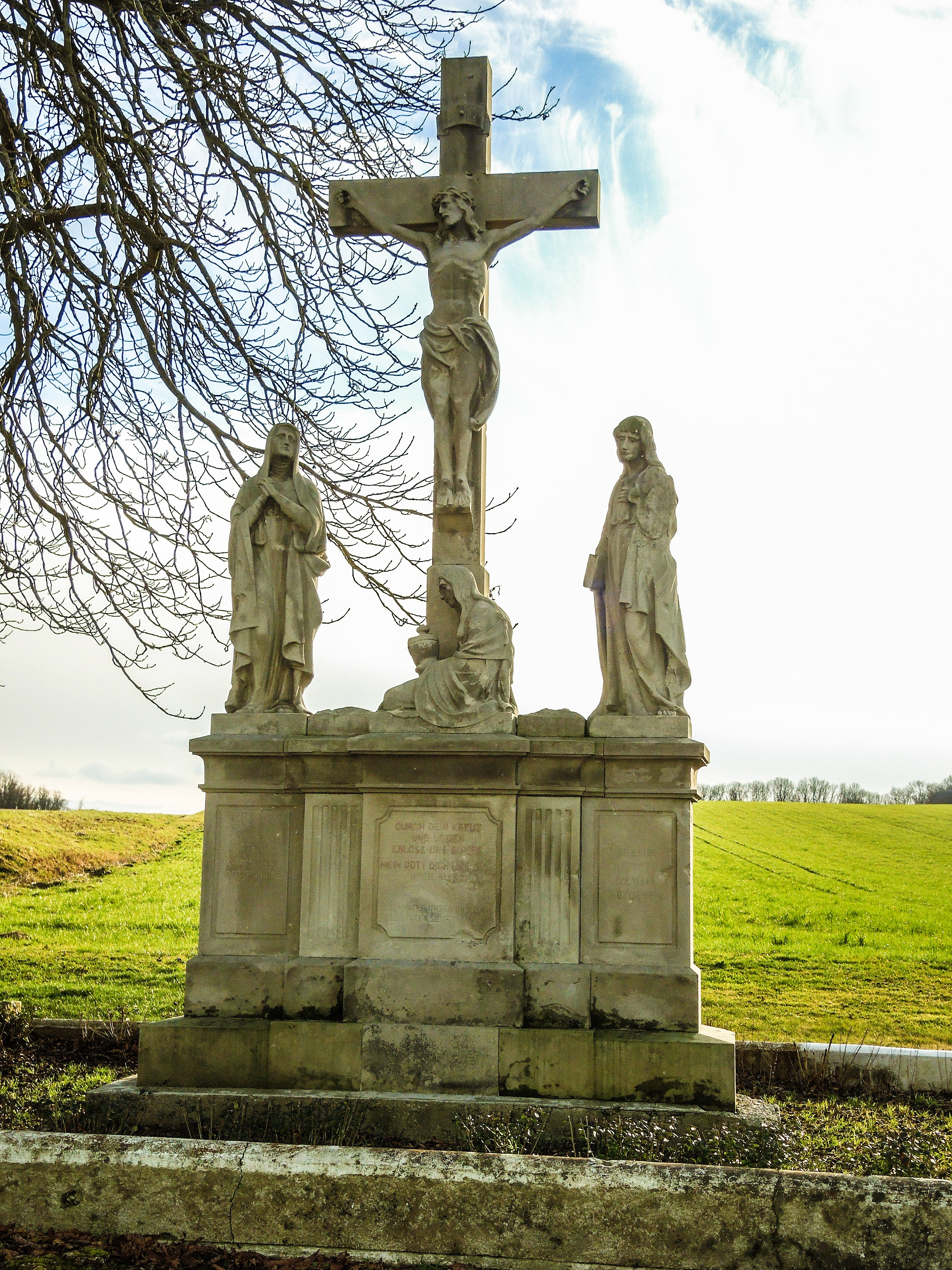
Calvaire

## Wirtschaft und Infrastruktur
In Ort gibt es wenige kleine Handwerks-, Dienstleistungs- und Einzelhandelsbetriebe. Darüber hinaus sind in der Gemeinde 15 Landwirtschaftsbetriebe ansässig (Getreideanbau, Milchwirtschaft, Ziegen- und Schafzucht, Schweinehaltung). Aspach-le-Bas wird heute hauptsächlich von Pendlern der nahen Industriezonen um Vieux-Thann und Mülhausen als ruhiger Wohnort genutzt.
An der westlichen Peripherie von Mülhausen gelegen, verfügt Aspach-le-Bas über eine sehr gute Verkehrsanbindung. Alle nahegelegenen Städte können auf zweistreifig ausgebauten Nationalstraßen (RN 66, RN 83, RN 466) und über die Autoroute A 36 erreicht werden.
Durch das Gemeindegebiet von Aspach-le-Bas führt die Bahnlinie Train Thur Doller Alsace (TTDA) von Cernay nach Sentheim (gemeinsamer Haltepunkt Aspach in der Nachbargemeinde Aspach-le-Haut). Von Juni bis September verkehren dort jeweils am Sonntag historische Dampf- und Dieselzüge.

## Belege
1. 1 2  Gemeindeverzeichnis Deutschland 1900 – Kreis Thann
2. ↑  Aspach-le-Bas auf INSEE
3. ↑  Landwirtschaftsbetriebe auf annuaire-mairie.fr (französisch)